# Собрадинью (водохранилище)
Собради́нью (порт. Sobradinho) — водохранилище на реке Сан-Франсиску. Создано для улучшения судоходства, энергетики и водоснабжения. Объём воды — 34,1 км³. Площадь поверхности — 4214 км².
Расположено на северо-востоке Бразилии в мезорегионе Вали-Сан-Франсискану-да-Баия штата Баия. Является 12-м по площади в мире. В длину водохранилище протянулось на 280 км, вдоль административной границы штатов Баия и Пиауи.
Плотина водохранилища имеет максимальную высоту 41 метр и общую длину 12,5 км, в одноимённом муниципалитете Собрадинью — ГЭС мощностью 1 050 300 кВт, состоит из 6 турбин, каждая мощностью 175 050 кВт.
Гидротехнические сооружения Собрадинью включают в себя также судоходные шлюзы, с размерами 120 метров в длину и 17 метров в ширину.